# Bandiagara (ort)
Bandiagara är en ort i Mali.   Den ligger i regionen Mopti, i den centrala delen av landet, 500 km öster om huvudstaden Bamako. Bandiagara ligger 388 meter över havet och antalet invånare är 6 853.
Terrängen runt Bandiagara är huvudsakligen platt. Bandiagara ligger nere i en dal. Runt Bandiagara är det ganska glesbefolkat, med 42 invånare per kvadratkilometer. Det finns inga andra samhällen i närheten. Trakten runt Bandiagara består i huvudsak av gräsmarker.